# Gömöri György (hisztokémikus)
Gömöri György (Budapest, Terézváros, 1904. július 16. – Santa Clara, Kalifornia, 1957. február 28.) orvos, egyetemi tanár, hisztokémikus, patológus, sebész.

## Élete
Apja Gömöri (Grünberger) Béla (1871–1940), egy kőszénbányai részvénytársaság cégvezetője, anyja Braun Irén volt. Szülei elváltak. 1919-ben kikeresztelkedett a református vallásra. Gyermekkorában hosszabb ideig Hollandiában élt, ahol megismerte a nyelvet és a kultúrát. Tanulmányait a Pázmány Péter Tudományegyetemen végezte, ahol 1928-ban szerezte meg orvosi oklevelét. 1928 és 1932 között a budapesti I. számú Kórbonctani Intézetben dolgozott Buday Kálmán professzor mellett. 1932–1938-ban a III. számú Sebészeti Klinika tanársegédje volt. Ekkor Ádám Lajos professzor mellett dolgozott és nekrológja szerint több ezer nagy műtétet végzett, főként helyi érzéstelenítésben. 1938-ban az USA-ba emigrált. 1938-ban a Chicagói Egyetemen Assistant in Medicine beosztásba került és felhagyott a patológiai gyakorlattal. Orvosi oklevelét nosztrifikáltatta. 1943-ban megkapta a PhD fokozatot. 1949-től a mellkasi betegségek és mellkassebészet professzora lett a Kaliforniai Egyetemen. 1950-ben részt vett a Nemzetközi Hisztológiai Társaság megalapításában, amelynek 1956-ban alelnökévé, a következő évben elnökévé választották. 1956-ban áttelepült Kaliforniába, ahol a Palo Alto Medical Center and Medical Research Foundation-ben dolgozott haláláig. Tagja volt az American Journal of Clinical Pathology és a Journal of Histochemistry szerkesztő bizottságának és több tudományos társaságnak.
Világhírű enzimhisztokémikus, az 1939-ben az alkalikus foszfatáz hisztokémiai kimutatásáról írt tanulmányával új korszakot nyitott. Tanulmányozta az enzimek szöveti lokalizációját, speciális festési eljárásokat dolgozott ki, a retikulum kimutatására szolgáló ezüstimpregnációs módszert róla nevezték el. Jelentős eredményeket ért el a kísérletes patológia területén is a tbc-vel és a diabétesszel kapcsolatban. Számos tudományos közleménye jelent meg.
Házastársa Kerekes Margit volt, akit 1939. szeptember 22-én az Egyesült Államokban vett nőül. Felesége orvosi főkönyvtárosként dolgozott a Billings Hospitalban.

## Főbb művei
- Állatkísérleti adatok a helyi érzéstelenítőszerek méreghatásához (Budapest, 1935)
- A mikrotechnikai vaskimutató eljárások bírálata (Debrecen, 1936)
- Microscopic Histochemistry. Principles and Practice (Chicago, 1952)

## Díjai, elismerései
- Ward Burdich Award of the American Society of Clinical Pathologists (1955)